# Pacouria boliviensis
Pacouria boliviensis är en oleanderväxtart som först beskrevs av Markgraf, och fick sitt nu gällande namn av A. Cheval.. Pacouria boliviensis ingår i släktet Pacouria och familjen oleanderväxter. Inga underarter finns listade i Catalogue of Life.